# Catherine Kellner
Catherine Kellner (Manhattan, Nueva York, 2 de octubre de 1970)  es una actriz de carácter estadounidense cuyo papel más conocido es el de aparecer en el video musical de Daft Punk para su canción Da Funk.

## Vida y carrera
Kellner nació en Manhattan en el estado de Nueva York. Su madre era psicóloga y su padre era un estudioso de los clásicos griegos que emigró a los Estados Unidos desde Hungría. Asistió al Vassar College y luego al Programa de Graduados en Actuación de la Universidad de Nueva York en la Tisch School of the Arts, donde se graduó en 1995.
Kellner vive en la ciudad de Nueva York, está casada con Reuben Avery, un fotógrafo y programador informático y tiene un hijo. Sus padres son George y Martha Kellner, quienes, en mayo de 1970, sobrevivieron al accidente del vuelo 980 de Air ALM en el Caribe. Martha Kellner estaba entonces embarazada de Catherine.

## Filmografía
| Año  | Título                       | Rol                    | Notas                                    |
| ---- | ---------------------------- | ---------------------- | ---------------------------------------- |
| 1987 | As the World Turns           | Kathy Evans            | Serie de TV - 5 episodios                |
| 1989 | Eyewitness to Murder         | Policewoman            | Película                                 |
| 1993 | Six Degrees of Separation    | Tess                   | Película                                 |
| 1995 | Open Season                  | Girl with Hat          | Película                                 |
| 1995 | Kicking and Screaming        | Gail                   | Película                                 |
| 1996 | Harvest of Fire              | Nancy                  | Telefilme                                |
| 1996 | MURDER and murder            | Young Mildred          | Película                                 |
| 1996 | No Way Home                  | Denise                 | Película                                 |
| 1996 | High Incident                | Oficial Gayle Van Camp | Serie de TV - 11 episodios               |
| 1997 | Rosewood                     | Fanny Taylor           | Película                                 |
| 1997 | Day at the Beach             | Amy                    | Película                                 |
| 1997 | Minotaur                     | Kim                    | Película                                 |
| 1997 | Highball                     | Lolly                  | Película                                 |
| 1998 | Restaurant                   | Nancy                  | Película                                 |
| 1998 | Restless                     | Leah Quinn             | Película                                 |
| 1999 | 200 Cigarettes               | Hillary                | Película                                 |
| 1999 | 30 Days                      | Lauren                 | Película                                 |
| 1999 | Spring Forward               | Dawn                   | Película                                 |
| 2000 | Sleepwalk                    | Nina                   | Película                                 |
| 2000 | D.A.F.T.                     | Beatrice               | Película                                 |
| 2000 | Tully                        | April Reece            | Película                                 |
| 2000 | Shaft                        | Ivy                    | Película                                 |
| 2000 | The Weight of Water          | College Student        | Película                                 |
| 2001 | Pearl Harbor                 | Barbara                | Película                                 |
| 2001 | Law & Order                  | Celia Goddard          | Serie de TV - Episodio: "Phobia"         |
| 2002 | Outpatient                   | Dr. Patricia Farrow    | Película                                 |
| 2003 | Justice                      | Mara Seaver            | Película                                 |
| 2004 | The Grey                     | Lily Cantrell          | Película                                 |
| 2004 | Hack                         | Molly                  | Serie de TV - Episodio: "Misty Blue"     |
| 2005 | Angel Rodriguez              | Heather                | Telefilm                                 |
| 2005 | Alchemy                      | Bride                  | Película                                 |
| 2005 | Road                         | Margaret               | Película                                 |
| 2006 | Law & Order: Criminal Intent | Mimi                   | Serie de TV - Episodio: "Dramma Giocoso" |
| 2007 | Dedication                   | Abusive Mom            | Película                                 |
| 2010 | Golf in the Kingdom          | Martha McKee           | Película                                 |
| 2012 | How to Score Your Life       | Marcy                  | Película                                 |
| 2015 | Sweets                       | Alex                   | Película                                 |
| 2019 | Colewell                     | Claire                 | Película                                 |

## Doblaje en español
En sus trabajos doblados al español Catherine Kellner Brown ha sido doblada por varias actrices de doblaje:
- Sandra Jara en Seis grados de separación (1993)
- Alba Sola en Sin vuelta a atrás (1996)
- Belinda Martínez en Rosewood (1997)
- Gloria Núñez en 200 Cigarrillos (1999)
- María Moscardó en Shaft, el regreso (2000)
- Amparo Valencia en Pearl Harbour (2001) (por Laura Torres en México).